# Potenza
Potenza (nápolyiul Putenze) város (közigazgatásilag comune) Olaszország Basilicata régiójában, Potenza megyében. A régió és a megye székhelye.

## Fekvése
A város a Basento folyó völgyében fekszik a Lukániai-Appenninek területe. Olaszország legmagasabban fekvő regionális székhelye.

## Története
Sztrabón és idősebb Plinius szerint Potentia volt az ókori Lucania legősibb városa volt. A korabeli település nyomait a mai városközponttól 10 km-re déli irányban tárták fel.
A lukániaiak Róma szövetségesei voltak a szamniszokkal és bruttiusokkal folytatott háborúk során. I. e. 4 században Róma fennhatósága alá került, később municípiumi rangot is kapott. I. e. 216-ban a cannaei csata után a város lakossága fellázadt a rómaiak ellen, a karthágóiakat támogatva. A metauroszi csata után, ami a karthágóiak terjeszkedésének vetett véget Dél-Itália területén, a város ismét visszakerült Róma fennhatósága alá és katonai colonia lett.
A 6. században a város a longobárd Beneventói Hercegség fennhatósága alá került. A 8-9. században az Észak-Afrikából érkező szaracén többször is kifosztották. A 12. században a normann Szicíliai Királyság része lett, majd püspöki székhely. 1137-ben a városban vendégeskedett II. Ince pápa és II. Lothár német-római császár, miután megpróbálták elfoglalni a normann királyságot. 1148-1149-ben II. Roger, Szicília grófja a városban látta vendégül VII. Lajos francia királyt, akinek flottáját a normannok segítették a szaracénok elleni ütközetben. Miután II. Frigyes német-római császár seregei kifosztották, a város a Stauffenek fennhatósága alá került. 1273. október 18-án egy nagy erősségű földrengés pusztította el épületeinek nagy részét.
A következő századokban a város nápolyi nemesi családok birtoka volt. Lakossága 1694-ben sikertelenül fellázadt a Nápolyi Királyságot uraló spanyol alkirályok ellen. 1799-ben, a Parthenopéi Köztársaság kikiáltásával Potenza az első városok között volt, melyek fellázadtak a Bourbon királyok ellen. A felkelés leverése után rövid idővel 1806-ban francia seregek szállták meg és nyilvánították ki Basilicata székvárosának. Joachim Murat uralkodása alatt javult a város gazdasági élete és infrastruktúrája. 1857-ben a város ismét egy földrengés áldozata lett. 1860-ban az egyesült Olasz Királyság része lett.

## Népessége
A népesség számának alakulása:

## Főbb látnivalói
- San Gerardo-székesegyház - a 12. században épült, de többször is újjáépítették a sorozatos földrengések okozta pusztítások miatt. Mai formáját a 18. században nyerte el.
- San Francesco-templom - 1274-ben alapították. Főhomlokzata és harangtornya a 15. századból származik. A templomban egy 13. századi Szűzanyát ábrázoló bizánci ikont őriznek.
- Torre Guevara - a város egykori erődjének egyetlen fennmaradt bástyája. Ma a Várostörténeti Múzeumnak ad helyet.
- Palazzo Loffredo - a 17. században épült palota a Dinu Adameșteanu Régészeti Múzeum otthona
- Porta San Giovanni, Porta San Luca, Porta San Gerardo - a várost védő egykori falak kapui
- San Michele-templom- 11-12. században épült román stílusban
- Santa Maria di Sepolcro-templom
- egy római villa romjai